# Kervina
Kervina je priimek v Sloveniji, ki ga je po podatkih Statističnega urada Republike Slovenije na dan 1. januarja 2010 uporabljalo 8 oseb.

## Znani nosilci priimka
- France Kervina (1925–2013), agronom, mlekar, univ. prof.
- Ljerka Kervina-Hamović (1929–2016), kemičarka, lesarka, univ. prof.
- Roman Kervina, častnik